# Polonuevo
Polonuevo (également orthographiée Polo Nuevo) est une municipalité située dans le département d'Atlántico, en Colombie.

## Démographie
Selon les données récoltées par le DANE lors du recensement de la population colombienne en 2005, Polonuevo compte une population de 13 518 habitants.

## Liste des maires
- 2016 - 2019 : Dagoberto Luna Orozco
- 2020 - 2023 : Edgardo R. Martes Pedroza